# 프레더릭 피터스

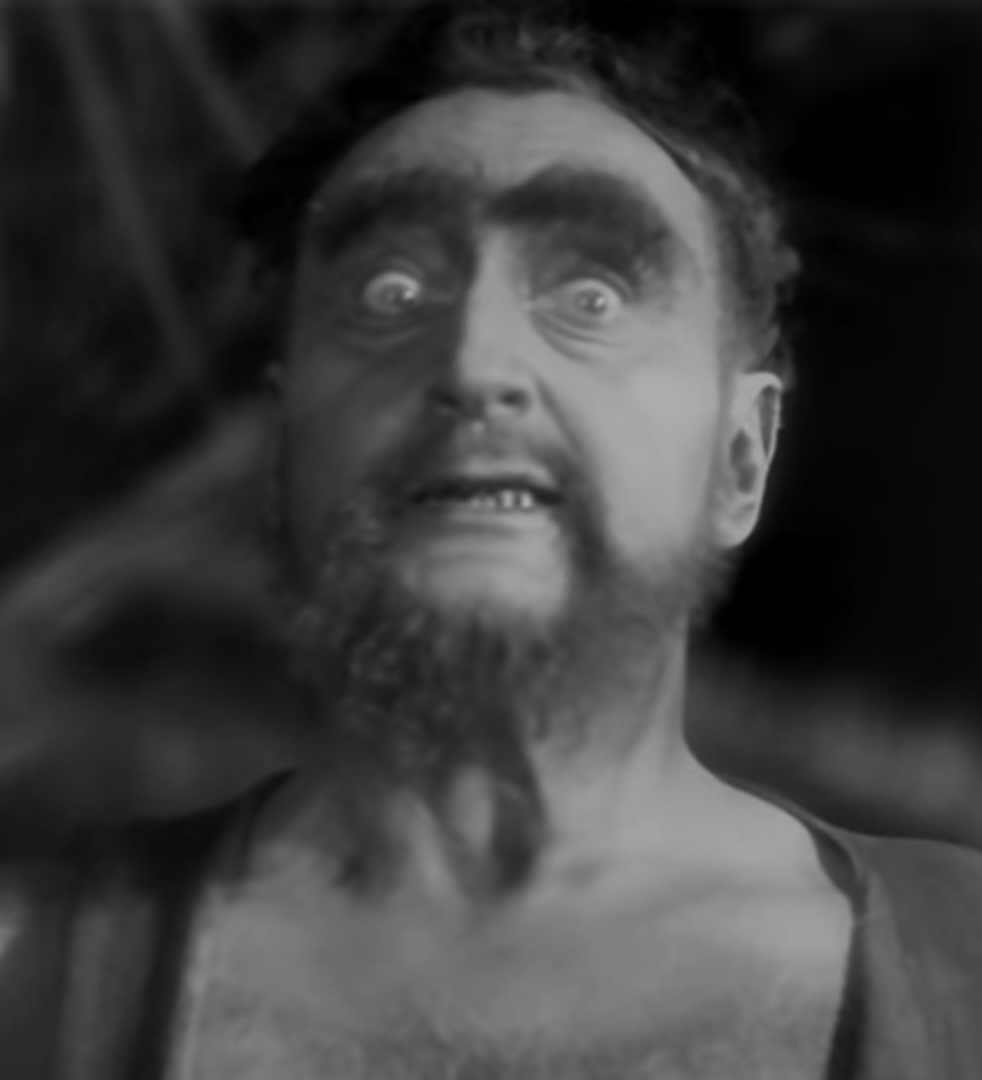

프레더릭 피터스(Frederick Peters, 1884년 6월 30일 ~ 1963년 4월 23일)는 미국의 배우이다.
할리우드에서 사망하였다.

## 영화
- 화이트 좀비 (1932년)
- 타잔 - 제임스 피어스 편 (1927년)